# برج مطبوعاتی منطقه ویژه شنژن
برج مطبوعاتی منطقه ویژه شنژن (انگلیسی: Shenzhen Special Zone Press Tower) ساختمان اداری ۴۷ طبقه مستقر در شهر فوتیان، شنژن، گوانگ‌دونگ، چین است، که در سال ۱۹۹۸ احداث گردید.